# حروب ساكورا: أزهار الكرز المتألقة الرائعة
حروب ساكورا: أزهار الكرز المتألقة الرائعة (باليابانية: サクラ大戦 ～轟華絢爛～، بالروماجي: Sakura Taisen: Gōka Kenran) (بالإنجليزية: Sakura Wars: The Radiant Gorgeous Blooming Cherry Blossoms)‏ هي سلسلة أوفا أنمي يابانية مقتبسة من لعبة الفيديو حروب ساكورا، الأوفا من إخراج يوسومو كودو وتأليف هيرويوكي كاواساكي، ومن إنتاج استوديو راديكس، صدرت في 18 ديسمبر عام 1999 حتى 21 ديسمبر عام 2000، وتكون من 6 حلقات.

## قائمة الحلقات
| رقم الحلقة | العنوان | تاريخ العرض    |
| ---------- | --- | -------------- |
| 1          | القاتل المروع من نيويورك (紐育の怒れる刺客 ,Nyū Yōku no Ikareru Shikaku)                                              | 18 ديسمبر 1999 |
| 2          | مدينة المياه (水のある都市, Mizu no Aru Machi)                                                                        | 25 فبراير 2000 |
| 3          | كينيما مزلزلة الأرض (キネマの驚天動地, Kinema no Kyōtendōchi)                                                         | 25 أبريل 2000  |
| 4          | كاميشيباي الإنسانية - الفتى الاحمر للأبد (人情紙芝居・少年レッドよ永遠に, Ninjō Kamishibai - Shōnen Reddo yo Eien ni) | 25 يونيو 2000  |
| 5          | أب وابنة و (父と娘と, Chichi to Ko to)                                                                                | 25 سبتمبر 2000 |
| 6          | غد جديد (女たちの新時代 ,Onna-tachi no Shin Ashita)                                                                   | 21 ديسمبر 2000 |

## وصلات خارجية
- حروب ساكورا: أزهار الكرز المتألقة الرائعة على موقع Bandai Channel باللغة اليابانية
- حروب ساكورا: أزهار الكرز المتألقة الرائعة على موقع IMDb (الإنجليزية)
- حروب ساكورا: أزهار الكرز المتألقة الرائعة على موقع ANN anime (الإنجليزية)